# 下川村 (愛知県北設楽郡)
下川村（しもかわむら）は、愛知県北設楽郡にかつて存在した村。現在の北設楽郡東栄町の一部に該当する。
村名は「下田村」「川角村」より一文字ずつ取った合成地名である。

## 歴史
- 江戸時代、この地域は三河国設楽郡であり、天領、寺社領などであった。
- 1878年（明治11年）7月22日 - 郡区町村編制法施行に伴い、設楽郡が南設楽郡と北設楽郡に分割される。
- 1889年（明治22年）10月1日 - 本郷村、下田村、川角村が合併し、本郷村となる。
- 1900年（明治33年）7月16日 - 本郷村の一部（旧・下田村、川角村）が分立。下川村となる。
- 1955年（昭和30年）4月1日 - 本郷町、下川村、御殿村、園村が合併し、東栄町となる。

### 現在の地名
- 東栄町大字下田
- 東栄町大字川角

## 教育
- 下川村立下川小学校（東栄町に合併後の1990年に東薗目小学校と統合し、東栄町立東部小学校[1]となる）
- 本郷町外3ヶ村組合立東部中学校（現：東栄町立東栄中学校）（本郷町、下川村、御殿村、園村の1町3村にて設立・運営）

## 神社・仏閣
- 長養院